# Montrose (musikgrupp)
Montrose var ett amerikanskt hårdrocksband bildat 1972 i Kalifornien. Medlemmar i gruppen var Sammy Hagar (sång), Ronnie Montrose (gitarr), Bill Church (bas), och Denny Carmassi (trummor). Deras debutalbum anses om man bortser från tidiga metal-experiment var ett av de första riktiga amerikanska heavy metal-albumen. Church lämnade sedan gruppen. hans ersättare blev Alan Fitzgerald. Efter gruppens andra album blev Hagar osams med Montrose och lämnade gruppen för att påbörja en solokarriär. Hans ersättare blev Bob James, och i samma veva tillkom Jim Alcivar på keyboards. Fitzgerald lämnade efter det tredje albumet och nästa medlemmen som kom in i gruppen blev Randy Jo Hobbs. Deras sista album blev dock ingen succé varken bland kritiker eller publik och Montrose upplöstes 1977.

## Medlemmar
Senaste medlemmar
- Ronnie Montrose – gitarr, sång (1972–1976, 1987, 2002; död 2012)
- Chuck Wright – basgitarr (2002)
- Pat Torpey – trummor (2002)
- Keith St. John – sång (2002)

Tidigare medlemmar
- Sammy Hagar – sång (1972–1974)
- Denny Carmassi – trummor] (1972–1976)
- Bill Church – basgitarr (1972–1973)
- Alan Fitzgerald – basgitarr, keyboard (1973–1975)
- Bob James – sång (1974–1976)
- Jim Alcivar – keyboard (1974–1976)
- Randy Jo Hobbs – basgitarr (1975–1976; död 1993)
- Johnny Edwards – sång (1987)
- Glen Letsch – basgitarr (1987)
- James Kottak – trummor (1987)

## Diskografi
Studioalbum
- 1973 – Montrose
- 1974 – Paper Money
- 1975 – Warner Brothers Presents...Montrose
- 1976 – Jump on It
- 1987 – Mean

Livealbum
- 2013 – At The Record Plant 1973

Singlar
- 1974 – "Connection" / "We're Going Home"
- 1974 – "I Got the Fire" / "Paper Money"
- 1974 – "Space Station #5" / "Good Rockin' Tonight"
- 1974 – "Rock the Nation" / "One Thing on My Mind"
- 1974 – "Paper Money" / "The Dreamer"
- 1975 – "Matriarch" / "Clown Woman"
- 1975 – "Let's Go (Mono)" / "Let's Go (Stereo)"
- 1976 – "Music Man" / "Jump on It"
- 1980 – "Bad Motor Scooter" / "I Don't Want It"
- 1980 – "Game of Love [Remix]"

Samlingsalbum
- 2000 – The Very Best of Montrose
- 2011 – Original Album Series
- 2012 – Montrose Promo Box